# Clases preparatorias a las grandes escuelas
En Francia, las clases preparatorias a las grandes escuelas (CPGE) son clases del sistema de enseñanza superior impartidas en los institutos, en tres ramas principales: empresariales, literarias y científicas. Comúnmente llamadas «prépas» o «classes préparatoires», y en su mayoría públicas, seleccionan a los mejores alumnos después del bachillerato en base a su expediente. Los estudiantes se preparan —de ahí el nombre de dichas clases— durante dos o tres años para presentarse a los concursos de admisión a la mayoría de las llamadas «Grandes Escuelas»: escuelas de ingenieros, escuelas de administración de empresas, escuelas normales superiores, escuelas veterinarias, institutos de estudios políticos y escuelas de periodismo y de comunicación, en particular.
En 2020, unos 85 000 estudiantes estaban registrados en clases preparatorias a las grandes escuelas.

## Historia

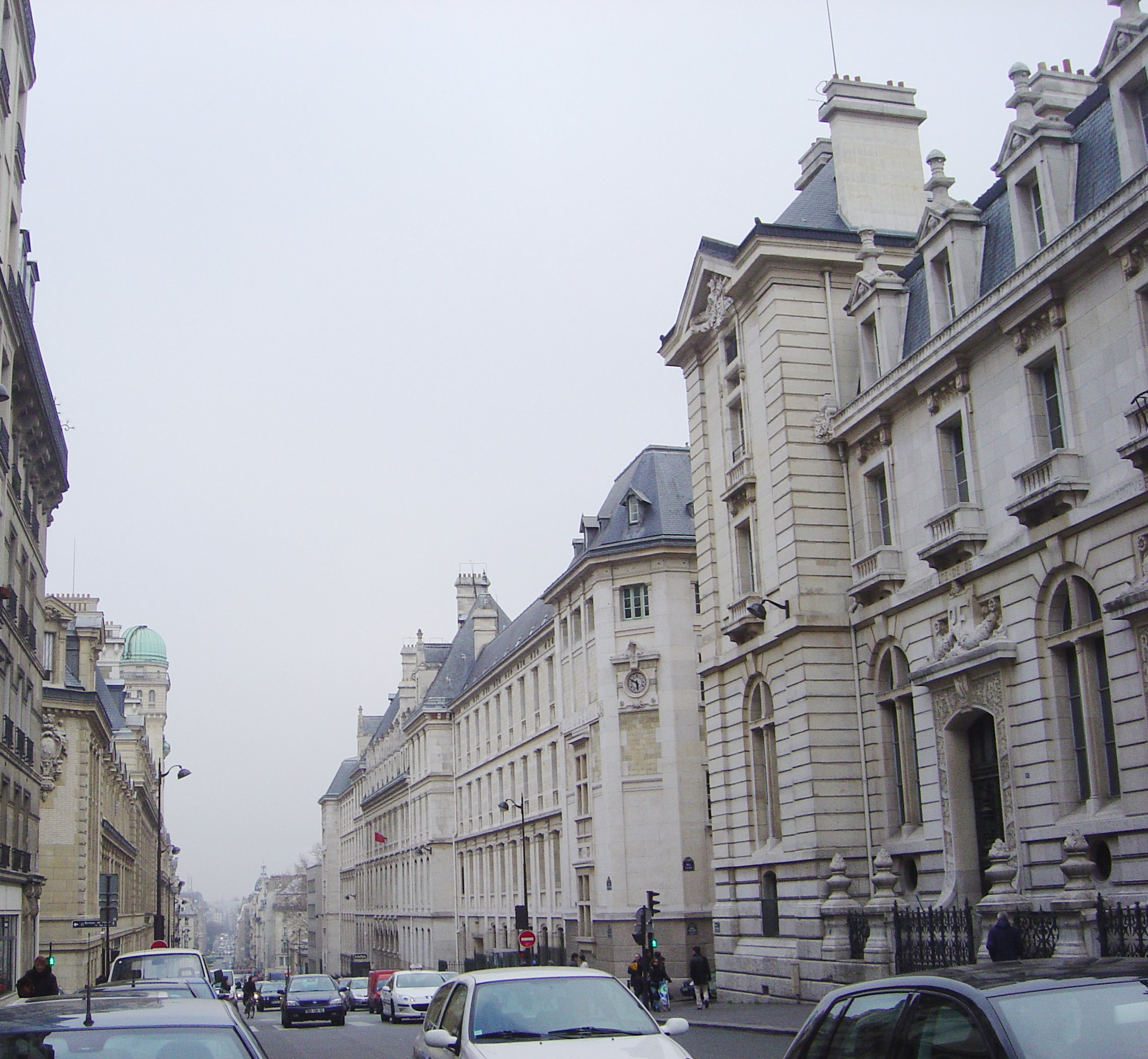
El liceo Louis-le-Grand en París, donde nacieron las primeras clases preparatorias literarias.

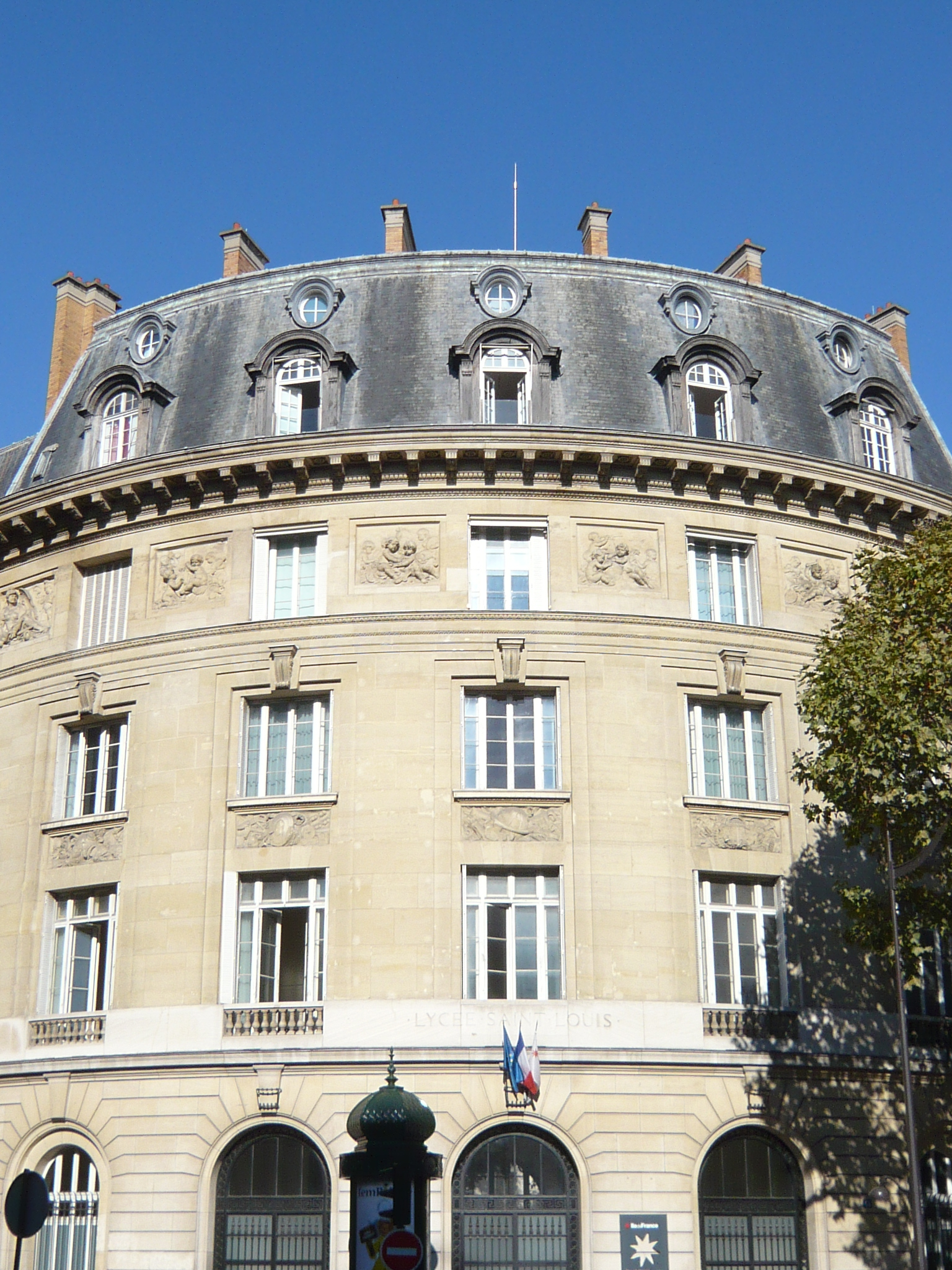
El instituto Saint-Louis en París, único instituto público que se dedica totalmente a las clases preparatorias.

Las clases preparatorias aparecen en el siglo XVIII. Inicialmente, son puramente científicas. Es únicamente en el siglo XX cuando las clases preparatorias literarias, y después económicas aparecen.
La aparición de las primeras clases preparatorias se debe a la introducción de los primeros concursos para el reclutamiento en las armadas, que requiere conocimiento científico (para la artillería, por ejemplo), el criterio de la nobleza era necesario pero no suficiente para seleccionar candidatos destinados a ser oficiales de la ingeniería militar. El primer concurso se introduce por Vauban en 1692. Es con el fin de preparar a los candidatos para estos concursos militares que las primeras instituciones, en gran mayoría privadas, surgieron.
Después de la revolución francesa, los puestos de oficiales de alto rango ya no son reservados para los miembros de la nobleza. La ambición de la República de abrir todos los puestos a todos los ciudadanos con únicos criterios de selección sus habilidades y talentos, culmina en la creación de la escuela central de obras públicas, futura école polytechnique.

## Las carreras
El Ministerio de Educación Nacional de Francia ha definido, por un decreto de 1994, tres categorías de clases preparatorias para las grandes escuelas: empresariales, literarias y científicas. También existen clases preparatorias a las grandes escuelas de arte y conservatorios de música y danza o de teatro, que dependen del Ministerio de Cultura francés.

## Clases preparatorias científicas

Carreras de las CPGE científicas.

Los estudios se componen de 35 a 40 horas 
- curso cada semana e incluyen asignaturas científicas (matematicás, física y química, ciencias industriales y tecnología, biología, geología), francès y filosofía, y lenguas extranjeras. Los 2 años de CPGE son muy difíciles y selectivas, a menudo consideradas como una formación de las más exigentes.

### Nomenclatura
Antes, estas clases preparatorias se llamaban Matematicás superiores (en francés, Mathématiques supérieures o Maths sup) por el primer año y Matematicás especiales (en francés, Mathématiques spéciales o Maths Spe) por el segundo año. 
El nombre actual es CPGE científicas, asociado con la carrera en cuestión. Las distintas carreras son : 
En primer año :
- PTSI : física, tecnología y ciencias industriales (en francés, physique, technologie et sciences de l'ingénieur)
- PCSI : física, química y ciencias industriales (en francés, physique, chimie et sciences de l'ingénieur)
- MPSI : matematicás, física y ciencias industriales (en francés, mathématiques, physique et sciences de l'ingénieur)
- BCPST : biología, química, física y ciencias de la Tierra (en francés, biologie, chimie, physique et sciences de la Terre)
- TSI : tecnología y ciencias industriales (en francés, technologie et sciences de l'ingénieur)
- MP2I : matematicás, física, informatica y ciencias industriales (en francés, mathématiques, physique, informatique et sciences de l'ingénieur)

En segundo año :
- PT : física y tecnología (en francés, physique et technologie)
- PC : física y química (en francés, physique et chimie)
- PSI : física y ciencias industriales (en francés, physique et sciences de l'ingénieur)
- MP : matematicá y física (en francés, mathématiques et physiques)
- BCPST : biología, química, física y ciencias de la Tierra (en francés, biologie, chimie, physique et sciences de la terre)
- TSI : tecnología y ciencias industriales (en francés, technologie et sciences del'ingénieur)
- MPI : matematicás, física y informatica (en francés, mathématiques, physique et informatique)

En las carreras BCPST y TSI, el nombre no cambia entre el primer y el segundo año, porque no hay elección de una especialidad en segundo año.

### Salidas
Entre las clases preparatorias científicas hay dos grupos principales de carreras.
Por un lado, un grupo cuya función es capacitar a futuros ingenieros, matemáticos, físicos y químicos quienes integrarán las escuelas de ingeniería y escuelas normales superiores en las que serán formados. Las carreras de este grupo son MPSI, MP2I, PCSI, PTSI y TSI en el primer año, y MP, MPI, PC, PSI, PT, y TSI en el segundo año.
Por otro lado, un grupo cuya función es capacitar a futuros ingenieros agrónomos y alimentarios, veterinarios, biólogos y geólogos quienes integrarán escuelas de ingenieros, escuelas veterinarias, escuelas de geología y escuelas normales superiores. Las carreras de este grupo son BCPST y TB.
Al fin del segundo año, los estudiantes pasan concursos nacionales, el objectivo es de obtener una buena clasificación para estar admitido en una grande escuela.

## Clases preparatorias económicas y comerciales
El objetivo de las clases preparatorias de economía y empresa es que los alumnos ingresen en las mejores Escuelas superiores de gestión, negocios y administración de Francia. El término Grandes Escuelas hace referencia a la dimensión elitista de la enseñanza superior en Francia y a la idea de prestigio a través de la selección para el ingreso y las carreras de los estudiantes que han pasado por ellas. También existe una dimensión histórica, marcada por la voluntad del Estado de formar ejecutivos de alto nivel para la industria, la administración e incluso el ejército.
El horario
Los alumnos deben asistir a clase entre 36 y 38 horas. A esto hay que añadir el trabajo personal realizado en casa.
| Materia                                                      | Número de horas de clase     |
| ------------------------------------------------------------ | ---------------------------- |
| Matemáticas                                                  | 9h + 1h clase de informática |
| Geopolítica o Economía                                       | 8h o 9h                      |
| Inglés                                                       | 3h                           |
| Otros idiomas (español, alemán, árabe, ruso, italiano, etc.) | 3h                           |
| Cultura general (literatura)                                 | 3h                           |
| Cultura general (filosofía)                                  | 3h                           |

También hay pruebas escritas (comúnmente conocidos como "DS"), que suelen tener lugar todos los sábados por la mañana y duran 4 horas. Están diseñados para preparar a los estudiantes para la parte escrita de las oposiciones, que pueden ser o no extractos de exámenes anteriores. También existen las colles (o "khôlles"), que son exámenes orales que también tienen lugar en todas las asignaturas. Tienen una duración media de una hora y se celebran 2 ó 3 veces por semana después de las clases del día. Aunque el objetivo principal es preparar a los estudiantes para los exámenes orales de las distintas oposiciones, también sirven para mantener una cierta presión sobre los estudiantes para que sigan el ritmo de repaso del curso. Es una oportunidad para que los estudiantes comprueben sus conocimientos, los consoliden formulando preguntas al examinador e incluso descubran si se han saltado algún punto del curso.
Las principales escuelas
- HEC Paris
- Essec
- ESCP Business School
- Edhec Business School
- EM Lyon Business School
- Skema Business School
- Neoma Business School
- Audencia Business School
- Grenoble EM (GEM)
- TBS Education
- Kedge Business School
- Rennes Business School
- Montpellier Business School
- Iéseg
- ICN Business School
- EM Strasbourg Business School
- Excelia Business School
- Burgundy Business School
- EM Normandie
- Institut Mines-Télécom Business School

En Francia hay más de 250 escuelas de negocios.